# Vračovice-Orlov
Vračovice-Orlov település Csehországban, az Ústí nad Orlicí-i járásban. Vračovice-Orlov Voděrady, Tisová, Zálší, Svatý Jiří és České Heřmanice településekkel határos. Lakosainak száma 170 fő (2024. január 1.).

## Népesség
A település lakosságának változását az alábbi diagram mutatja:
| Lakosok száma | 342  | 300  | 290  | 199  | 184  | 182  | 184  | 173  | 151  | 170  |
|               | 1869 | 1900 | 1921 | 1961 | 1980 | 2011 | 2016 | 2019 | 2021 | 2024 |